# کوینراد الست
کوینراد الست (انگلیسی: Koenraad Elst؛ زادهٔ ۷ اوت ۱۹۵۹) مؤلف اهل بلژیک است. یک نویسنده فلاندری‌ها جناح راست هندوتوا است که عمدتاً به خاطر حمایتش از نظریه آریاییان بومی و جنبش هندوتوا شناخته شده‌است. او همچنین خود را با جنبش فلاندری، برای دموکراسی مستقیم و تجزیه‌طلبی فلاندری‌ها درگیر کرده‌است.